# Lucas de Waard
Lucas de Waard ('s-Hertogenbosch, 1984) is een Nederlandse schrijver en theatermaker.

## Leven en werk
Na zijn middelbare school volgde De Waard de opleiding Writing for performance aan de HKU, de enige voltijds-HBO-studie tot dramaschrijver van Nederland. Eenmaal afgestudeerd schreef hij scripts voor een groot aantal musicals en theatervoorstellingen.
In 2015 verscheen zijn debuutroman ‘De Kamers' bij uitgeverij De Geus. Deze haalde de shortlist van de Gouden Strop Schaduwprijs.
In 2016 won De Waard een Musical Award voor beste script voor zijn script van de musical ‘Willem Ruis; de show van zijn leven’. Eveneens in dat jaar schreef hij samen met Daan Windhorst het succesvolle ‘Watskeburt?! De musical’, voor De Jeugd van Tegenwoordig.
Zijn tweede roman, getiteld 'Kraaien Tellen', verscheen in 2017 eveneens bij uitgeverij De Geus.
In 2018 schreef hij onder de naam Team Edgar mee aan 'Mindere Goden', een boek vol humoristische voetbalverhalen dat vlak voor het WK voetbal verscheen bij uitgeverij Nijgh en Van Ditmar.
De derde roman ‘Bast’ verscheen in 2022 wederom bij uitgeverij De Geus.
Als scenarist schreef De Waard mee aan o.a. de BNNVARA-serie Deep Shit, de Netflix-serie Toon, en de bioscoopfilm Invasie.